# Okťabristé
Okťabristé, resp. Svaz 17. října (rusky Союз 17 октября, zkráceně октябристы) byla ruská předrevoluční politická strana existující mezi léty 1905 až 1917.

## Charakteristika strany
Strana okťabristů vznikla v době první ruské revoluce v roce 1905. Politickým zaměřením se jednalo o umírněné liberály z řad významných podnikatelů, bankéřů, žurnalistů, intelektuálů a vysokých úředníků. Strana podpořila carův manifest ze 17. října (30. října) 1905 zaručující základní politická práva ruského obyvatelstva.
Mezi roky 1906–1911 okťabristé úzce spolupracovali s kadety. Nejúžeji spolupracovali s vládou Petra Stolypina. Po roce 1911 ale ve straně převládaly více kritické postoje k vládní politice a politický program okťabristů se více radikalizoval. Nicméně před první světovou válkou a během ní se s kadety spojili do koalice nazvané jako Progresivní blok. V roce 1917 podpořili únorovou revoluci, ale vzhledem k tomu, že se stavěli velice odmítavě k socialistickým hnutím, byl jejich osud po nástupu bolševiků k moci zpečetěn.
K nejvýznamnějším politikům strany patřil její zakladatel, ruský podnikatel Alexandr Ivanovič Gučkov (1862—1936), předseda 3. Dumy a ministr první ruské prozatímní vlády, dále také hrabě Pjotr Gejden (1840–1907) nebo spisovatel Michail Stachovič (1861–1923).